# Cabo de Palos
Das Cabo de Palos ist ein markantes Kap bei La Manga del Mar Menor an der Costa Cálida, der Südostküste Spaniens. Das Kap liegt zwischen Cartagena und San Pedro del Pinatar. Auf dem Kap steht über der Steilküste ein markantes Leuchtfeuer auf einem steinfarbenen Leuchtturm auf einem zweistöckigen Leuchtturmwärterhaus.

## Leuchtfeuer „Cabo de Palos“
Der Turm sendet ein DGPS-Signal (Stationskennung: 518, Frequenz: 302,0 kHz, Reichweite: 180 Seemeilen).
In nordöstlicher Richtung erstrecken sich befeuerte Untiefen und Inseln über 3,5 Seemeilen.
- Nordöstlich liegt Cabo de la Nao (Alicante).
- Westlich liegt Cabo de Gata (Almería).